# Higginsia mixta
Higginsia mixta är en svampdjursart som beskrevs av Jörn Hentschel 1912. Higginsia mixta ingår i släktet Higginsia och familjen Heteroxyidae. Inga underarter finns listade i Catalogue of Life.